# 小行星388
小行星388（388 Charybdis）是一颗围绕太阳公转的小行星。1894年3月7日，奧古斯特·卡洛斯在尼斯描述了此天体。
該小行星以希腊神话中座落在女妖斯库拉隔壁的大漩涡卡律布狄斯命名。
这颗小行星的绝对星等为8.57等。

## 相关條目
- 小行星列表/10001-11000

## 外部連結
- Asteroid Lightcurve Database (LCDB) （页面存档备份，存于）, query form (info （页面存档备份，存于）)
- Dictionary of Minor Planet Names, Google books
- Discovery Circumstances: Numbered Minor Planets (10001)-(15000) （页面存档备份，存于） – Minor Planet Center
- 小行星388 at AstDyS-2, Asteroids—Dynamic Site
  - Ephemeris · Observation prediction · Orbital info · Proper elements · Observational info
- NASA JPL小天體瀏覽器上的小行星388

| 前一小行星： 小行星387 | 小行星列表 | 後一小行星： 小行星389 |